# Брис (тврђава)
Брис (лат. Bris, Briesa, Bries) или Јеринин Град је тврђава у Србији чије се рушевине налазе на локалитету Градац (778 m нмв), код места Водице (између Сопотнице и Доњих Страњана), јужно од Пријепоља. Смештен је на стеновитом узвишењу изнад клисуре реке Лим и припада масиву Јадовника.
Сматра се да остаци утврђења које народ назива Јеринин Град, а које је имало своје подграђе и некрополу, у народу познату као Грчко гробље, одговара утврђењу Брис, које се јавља у дубровачким изворима, током прве половине 15. века. Према њима, Брис се налазио у пограничној зони деспотовине Србије према краљевини Босни, заједно са Комаранима, смештеним на супротној (левој) обали Лима.